# یامن بن ذکری
یامن بن ذکری (عربی: يامن بن ذكري؛ زادهٔ ۶ اکتبر ۱۹۷۹) بازیکن فوتبال اهل تونس است.
از باشگاه‌هایی که در آن بازی کرده‌است می‌توان به باشگاه فوتبال آفریقایی، باشگاه ورزشی السالمیه کویت، باشگاه ورزشی الرفاع، باشگاه ورزشی الشمال، باشگاه فوتبال باستیا، و باشگاه ورزشی زمالک اشاره کرد.
وی همچنین در تیم ملی فوتبال تونس بازی کرده‌است.